# Грієнко Олександр Іванович
Олександр Іванович Грієнко (10 червня 1943, хутір Амта, тепер Зимовніківського району Ростовської області, Російська Федерація) — радянський військовий політпрацівник, начальник Військово-політичного управління — 1-й заступник командувача внутрішніх військ МВС СРСР, генерал-лейтенант. Член Центральної контрольної комісії КПРС у 1990—1991 роках. Член Бюро Президії Центральної контрольної комісії КПРС з жовтня 1990 до серпня 1991 року, член Президії Центральної контрольної комісії КПРС з 22 квітня до серпня 1991 року.

## Біографія
Народився в селянській родині. Після закінчення середньої школи в станиці Орловській працював у колгоспі.
У 1964 році закінчив Орджонікідзевське військове училище імені Кірова внутрішніх військ МВС СРСР.
З 1964 року — командир взводу, комсомольський працівник окремої мотострілецької дивізії особливого призначення імені Дзержинського МВС СРСР.
Член КПРС з 1967 року.
У 1972 році закінчив Військово-політичну академію імені Леніна.
У 1972—1985 роках — заступник командира батальйону із політичної частини, заступник командира полку із політичної частини, заступник начальника і начальник політичного відділу окремої мотострілецької дивізії особливого призначення імені Дзержинського МВС СРСР.
У 1985—1988 роках — інструктор відділу адміністративних органів ЦК КПРС.
У 1988 — травні 1991 року — член Військової ради — начальник Політичного управління внутрішніх військ МВС СРСР.
У 1989 році закінчив Академію суспільних наук при ЦК КПРС.
У травні — серпні 1991 року — начальник Військово-політичного управління — 1-й заступник командувача внутрішніх військ МВС СРСР.
Подальша доля невідома.

## Звання
- генерал-майор
- генерал-лейтенант (1991)

## Нагороди
- орден «За службу Батьківщині у Збройних Силах СРСР» ІІ ст.
- орден «За службу Батьківщині у Збройних Силах СРСР» ІІІ ст.
- дев'ять медалей